# Cugy (Friburgo)
Cugy é uma comuna da Suíça, localizada no Cantão de Friburgo, com 1.417 habitantes, de acordo com o censo de 2010 . Estende-se por uma área de 9,86 km², de densidade populacional de 143 hab/km². Confina com as seguintes comunas: Bussy, Fétigny, Les Montets, Ménières e Payerne (VD).
A língua oficial nesta comuna é o francês.

## Idiomas
De acordo com o censo de 2000, a maioria da população fala francês (90,9%), sendo o alemão a segunda língua mais comum, com 3,3%, e o italiano a terceira, com 1,3%.